# Радкевич Петро Іванович
Петро́ Іва́нович Радке́вич (5 червня 1977 — 13 серпня 2014) — солдат 30-ї окремої механізованої бригади Збройних сил України, учасник російсько-української війни.

## Життєвий шлях
Народився 1977 року в селі Кошечки (Овруцький район, Житомирська область). Закінчив Листвинську ЗОШ. Пройшов строкову службу в лавах ЗСУ. До мобілізації працював у Словечанському лісгоспі (Овруцький район) верстатником нижнього складу, проживав у селі Черевки.
У середині квітня 2014-го призваний на військову службу за мобілізацією. Солдат, навідник, 30-а окрема механізована бригада. У зоні бойових дій перебував з середини квітня 2014 року. Брав участь у боях за Савур-могилу.
Загинув 10 чи 13 серпня 2014 року (за уточненими даними — 12 серпня) в боях біля села Степанівка — смертельне поранення грудної клітки. У певних джерелах місцем смерті вказується Амвросіївський район.
Без Петра лишилися старенька мати Марія Дмитрівна, дружина та двоє синів — 1997 та 2000 року народження.
Похований у селі Кошечки 17 серпня 2014 року.

## Нагороди та вшанування
За особисту мужність і героїзм, виявлені в захисті державного суверенітету та територіальної цілісності України, вірність військовій присязі під час російсько-української війни, відзначений — нагороджений:
- орденом «За мужність» III ступеня (15.5.2015, посмертно)
- жовтнем 2014-го в Листвинській ЗОШ відкрито пам'ятну дошку випускникові Петру Радкевичу
- його портрет розміщений на меморіалі «Стіна пам'яті полеглих за Україну» в Києві: секція 2, ряд 5, місце 39
- нагороджений нагрудним знаком «Відмінник лісового господарства України» (посмертно; серпень 2015)
- У Велідницькому лісництві 2019 року засаджено урочище Петра Івановича Радкевича.